# وزارة الصحة (عمان)
وزارة الصحة العُمانية هي الجهة الرئيسية المسئولة عن توفير الرعاية الصحية للسكان في سلطنة عُمان.